# بيفل هاسيك
بيفل هاسيك (بالتشيكية: Pavel Hašek)‏ هو لاعب كرة قدم تشيكي في مركز الوسط، ولد في 27 يونيو 1983 في براغ في جمهورية التشيك. شارك مع منتخب التشيك تحت 17 سنة لكرة القدم. أما مع النوادي، فقد لعب مع بوهيميانز 1905 وفيكتوريا بلزن ونادي بيترزالكا ونادي تيبليتسه.

## وصلات خارجية
- بيفل هاسيك على موقع الاتحاد التشيكي (الإنجليزية)
- بيفل هاسيك على موقع قاعدة بيانات كرة القدم.إي يو (الإنجليزية)
- بيفل هاسيك على موقع Soccerway.com (الإنجليزية)